# Le avventure di Miky Gioy il piccolo pirata
Le avventure di Miky Gioy il piccolo pirata (Un pirata de doce años) è un film del 1972 diretto René Cardona Jr..
Film d'avventura, con protagonista Hugo Stiglitz, conosciuto anche con i titoli Pirate Kid e A Twelve Year Old Pirate.

## Trama
La nave pirata inglese del Capitan Morgan viene affondata in seguito ad un attacco da parte di una nave spagnola. Alcuni uomini dell'equipaggio insieme al Capitano riescono però a salvarsi gettandosi in mare e raggiungendo a nuoto un'isola vicina. Le cose però si complicano da subito, i naufraghi infatti, scoprono che l'isola è un campo di addestramento militare spagnolo e quindi piena zeppa di soldati che non esitano ad attaccarli e ad ucciderli. Un altro abitante dell'isola è il piccolo Miky Gioy unico superstite rimasto di precedenti attacchi spagnoli a navi inglesi di passaggio. I quattro uomini e il piccolo Miky si uniscono per scappare dai militari nemici ma anche dai nativi dell'isola che sono dei feroci antropofagi. Nel corso della disperata fuga il gruppo di pirati scopre che nell'isola ci sono ancora dei prigionieri inglesi, tra questi Lady Harold, i suoi figlioletti Tommy e Lucy e la domestica Marù. Dopo essere riusciti a liberarli cercano, tutti insieme, il modo per poter scappare dall'isola.

## Produzione

### Cast
- Il ruolo di Miky Gioy è affidato a René Cardona III che è il figlio del regista René Cardona Jr.. Il piccolo interprete viene accreditato con lo pseudonimo (Al Coster).
- La parte del Capitan Morgan è affidata all'attore messicano Hugo Stiglitz amico e assiduo collaboratore del regista René Cardona Jr..
- Nel film compare anche Christa Linder nel ruolo della bella Lady Harold. L'attrice sempre nello stesso anno ha lavorato con Cardona Jr. e Stiglitz nel film La notte dei mille gatti.

### Riprese
Le riprese del film sono state realizzate negli stati messicani di Guerrero e di Michoacán.

## Distribuzione
Il film è uscito nelle sale italiane con una distribuzione limitata a livello regionale.

### Data di uscita
Alcune date di uscita internazionali nel corso degli anni sono state:
- 28 dicembre 1972 in Messico (Un pirata de doce años)[2]
- 8 febbraio 1975 in Italia[3]

## Accoglienza

### Incasso
La pellicola ha incassato 1.788.268.000 pesos messicani.